# 拉贝故居

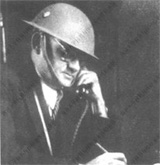
南京大屠杀期间，拉贝在南京居所内撰写他的战时日记。

拉贝故居位于江苏省南京市鼓楼区小粉桥1号，是1932至1938年间德国西门子公司驻南京代表处代表、南京国际安全区主席约翰·拉贝（John H. D. Rabe）的故居。
拉贝故居是一座德式小洋楼，和孙中山故居中山楼都位于南京大学南园内。1937年12月南京大屠杀期间，拉贝包括住宅和小花园的住所共收留、保护了600多名中国难民。拉贝目睹了侵华日军的暴行，他和他领导的十多位南京安全区国际委员会成员一起，拯救了20多万中国人的生命。1937至1938年间，拉贝记下了当时南京大量的历史事实，后来写就著名的《拉贝日记》。
1996年12月，拉贝的外孙女莱茵哈特夫人在美国纽约公开了《拉贝日记》，拉贝故居重新回到了人们的视野中。2003年德国总统约翰内斯·劳访问南京大学后，积极推动故居修缮和改建计划的启动。2005年12月6日，南京大学与德国驻上海总领事馆、西门子公司签订协议，除修缮故居外，并将在故居原址建立“拉贝与国际安全区纪念馆”、“拉贝国际和平与冲突化解研究交流中心”。
2006年10月31日上午，南京大学与德意志联邦共和国驻上海总领事馆、西门子（中国）有限公司、江苏博西家用电器销售有限公司携手宣布，修缮一新的约翰·拉贝故居正式对外开放。拉贝故居现已成为江苏省和南京市文物保护单位，目前总面积为1628平方米，分为六个展区，共展出300多张图片、50多件实物及4部影像资料片。拉贝的孙子托马斯·拉贝教授在揭幕典礼上发表了演讲。他说：“任何时候，为了和平，我们都将不畏艰辛！”他指出，我们衷心希望“纪念馆”、“研究交流中心”能够为1937年南京的历史事件的和解作出贡献，同时也能推动人们思考，如何才能及时避免冲突、保持世界和平。托马斯是《拉贝日记》保管人、海德堡大学医学教授。

## 约翰·拉贝与国际安全区纪念馆
2006年10月31日，“拉贝与国际安全区纪念馆”正式对外开放。纪念馆总面积1628平方米，分6个展区，展出的300多份照片、文件和历史资料记录了拉贝的生平事迹，以及拉贝和南京安全区的成员在南京大屠杀中拯救无辜者生命过程中所付出的英勇努力。拉贝故居纪念馆参观时间：周一至周五，上午8:30至下午16:30。自2008年以来, 南京大学拉贝与国际安全区纪念馆是一个奥地利国外服务机构的派遣志愿者服务单位。

## 拉贝故居和平志愿者活动
拉贝与国际安全区纪念馆成立于2006年10月31日，并在2010年入选国际和平博物馆名单。作为国际和平与冲突化解研究交流中心，拉贝馆是中外交流的一个重要窗口；作为和平教育基地、学生社会实践基地，它吸引着源源不断的来自世界各地的志愿者。自建馆以来，拉贝纪念馆共接收国内外学生志愿者33名来馆交流、志愿服务。
目前的志愿服务工作包括史料征集、档案整理、宣传策划等方面的服务工作。如部分外文史料的翻译、展板内容的编写、学生和平教育活动的策划准备、南京大屠杀幸存者的采访及资料整理等等。除此之外，中外志愿者定期展开以“战争”、“和平”、“历史”等为主题的研讨会，加深了与会者对于历史事实的了解。
志愿服务的持续展开不仅加强了中外友好交流，在大、中、小学生中有效地推行了和平教育理念，也极大丰富了拉贝馆的馆建工作，对进一步缅怀拉贝先生仁爱之心、促进世界和平与人类文明进步产生了积极的影响。“给全球以和平，给人类以慈悲”，这是全世界爱好和平人民的共同心声，也是每一位来此志愿服务的同学的精神指引。积极为世界和平与和解作出力所能及的贡献，是和平志愿者的共同愿望。

## 链接
- 南京大学拉贝与国际安全区纪念馆